# Acadiana Profile
Pour les articles homonymes, voir Acadiane.
L'Acadiana Profile est un magazine bimensuel publié dans l'État américain de la Louisiane. C'est le magazine le plus ancien de l'histoire de cet État et l'une des publications régionales les plus durables des États-Unis. Sous-titré The Magazine of the Cajun Country, l'Acadiana Profile est publié à Lafayette six fois par an.
La publication a été fondée en 1968 par le journaliste et homme d'affaires chevronné Robert Angers (1919-1988) de Lafayette, et son épouse, l'ancienne Géraldine Beaulieu (née en 1921). Il s'agit d'un magazine d'intérêt général qui circule dans la région de 22 paroisses du sud de la Louisiane connue sous le nom d'Acadiana.
En 1985, Trent Michael Angers, fils des fondateurs, a pris en charge l'exploitation du magazine. Renaissance Publishing a acquis le magazine en 2011.
Le magazine comprend des sections sur la cuisine cadienne, le tourisme, l'histoire, la culture et l'humour. Un article récent intitulé Trapped by Hurricane Audrey rappelle la tempête de 1957 qui avait été l'une des pires à frapper la côte du golfe de Louisiane avant Katrina.